# Bible, Pavlíkův studijní překlad
Bible, Pavlíkův studijní překlad je jedním z překladů Bible, který není dílem překladatelského týmu, ale jednotlivce, Miloše Pavlíka.

## Miloš Pavlík
Miloš Pavlík (1922–2009) zahájil práci na překladu v roce 1982; překládal do češtiny i slovenštiny. Zemřel ve věku 87 let, dva měsíce po dokončení svého díla.

## Charakteristika
Jedná se o doslovný překlad z původních jazyků. Autor se snažil o co nejpřesnější přepis originálu, o co nejvěrnější odhalení původního významu. Navíc je překlad doplněn rozsáhlým poznámkovým aparátem.
Pavlíkův překlad vyšel knižně, elektronicky ve formátu PDF a ve verzi pro program DAVAR.